# Ranunculus pectinatilobus
Ranunculus pectinatilobus W.T. Wang – gatunek rośliny z rodziny jaskrowatych (Ranunculaceae Juss.). Występuje endemicznie w Chinach, w południowo-zachodniej części Mongolii Wewnętrznej. 

## Morfologia
PokrójBylina o mniej lub bardziej owłosionych pędach. Dorasta do 10–15 cm wysokości.
LiścieSą proste lub potrójnie klapowane. W zarysie mają okrągło owalny, owalny lub eliptyczny kształt. Mierzą 1–1,5 cm długości oraz 0,5–2,5 cm szerokości. Są lekko owłosione od spodu. Nasada liścia ma klinowy kształt. Ogonek liściowy jest lekko owłosiony i ma 2–5,5 cm długości.
KwiatySą pojedyncze. Pojawiają się na szczytach pędów. Mają żółtą barwę. Dorastają do 10–17 mm średnicy. Mają 5 okrągło owalnych działek kielicha, które dorastają do 4–5 mm długości. Mają 5 owalnych płatków o długości 6–9 mm.
OwoceNagie niełupki o długości 1 mm. Tworzą owoc zbiorowy – wieloniełupkę o jajowatym kształcie i dorastającą do 4–5 mm długości.

## Biologia i ekologia
Rośnie na łąkach. Występuje na obszarze górskim na wysokości od 2000 m n.p.m. Kwitnie w kwietniu. 